# キリアン・サルデラ
キリアン・サルデラ（フランス語: Killian Sardella、2002年5月2日 - ）は、ベルギー・デュフェル出身のサッカー選手。ベルギー・プロ・リーグ・アンデルレヒト所属。ベルギー代表。ポジションはDF。

## クラブ歴
KVKヴェンメル、エフィ・モレンベークの下部組織を経て、RSCアンデルレヒトの下部組織に加入した。2019年7月にトップチームに昇格。8月9日のベルギー・ファースト・ディビジョンAでフル出場し選手初出場。

## 代表歴
ベルギーU-17代表としてUEFA U-17欧州選手権2018、UEFA U-17欧州選手権2019に出場した。

## 個人
イタリア人の父とコンゴ民主共和国人の母の間にベルギーで出生した。